# قشم قاوي
قشم قاوي (بالفارسية: قشم قاوی) هي قرية تقع في منطقة رونيز في إيران. يقدر عدد سكانها بـ 745 نسمة بحسب إحصاء 2016.